# Çandarlı Halil Pascià II
Çandarlı Halil Paşa conosciuto come il Giovane (... – Costantinopoli, 10 luglio 1453) è stato un politico ottomano, Gran Visir dell'Impero ottomano sotto i sultani Murad II e Mehmet II.
Nipote omonimo di Çandarlı Kara Halil Hayreddin Paşa, era membro della potente famiglia dei Çandarlı, che fornì al nascente Impero ottomano una serie di uomini di stato estremamente abili e preparati, che gettarono le basi della futura potenza eurasiatica.
Di fatto Çandarlı Halil resse il potere assoluto in due circostanze, in occasione delle quali il sultano Murad II si era ritirato a vita privata lasciando le redini dello stato al visir come reggente del figlio Mehmet II. In entrambi i casi tuttavia, l'indole caparbia e superba del giovane gli avevano inimicato la corte e i consiglieri del padre, che capeggiati dal visir avevano richiamato sul trono l'anziano sovrano per fronteggiare le crisi politiche interne ed estere. Ciò tuttavia avrebbe indotto nel giovane Mehmet un forte astio nei confronti del visir e della sua famiglia, che avrebbe in futuro condotto gravi conseguenze.
Nel 1453 uno dei primi atti del nuovo sultano Mehmet II sarebbe stata l'esecuzione del Gran Visir, due giorni dopo la cattura di Costantinopoli da parte delle sue truppe. Da allora in avanti la famiglia Çandarlı perse la sua importanza politica di un tempo, i suoi membri venendo ridotti allo status di semplici notabili di provincia (sebbene in effetti un altro esponente della famiglia divenne Gran Visir nel XV secolo per un breve periodo).